# Pasighat
Pasighat – miasto w północno-wschodnich Indiach, w stanie Arunachal Pradesh. Według danych szacunkowych na rok 2011 liczyło 24 656 mieszkańców.